# Tweevlekpriemkever
De tweevlekpriemkever (Bembidion biguttatum) is een keversoort uit de familie van de loopkevers (Carabidae). De wetenschappelijke naam van de soort werd in 1779 gepubliceerd door Johann Christian Fabricius.